# Obermayer German Jewish History Award

Deckel der Obermayer Award-Verleihung 2016

Der Obermayer German Jewish History Award, auch bekannt als Obermayer Award, ist eine jährliche Auszeichnung, die von der Obermayer Foundation vergeben wird. Der Preis ehrt nichtjüdische deutsche Bürger, die sich in besonderer Weise um die Bewahrung und Dokumentation der jüdischen Geschichte und Kultur in ihren Gemeinden verdient gemacht haben. Die Preisverleihung findet jeweils im Januar am Tag des Gedenkens an die Opfer des Nationalsozialismus im Abgeordnetenhaus von Berlin statt.

## Hintergrund
Die Obermayer Foundation, eine Stiftung mit Sitz in West Newton (Massachusetts), wurde von Arthur S. Obermayer (1931–2016) gegründet, einem Vorstandsmitglied der Amerikanisch-Jüdischen Gesellschaft, dessen Vorfahren aus Deutschland stammten.
Seit dem Jahr 2000 verleiht die Stiftung den Award an Deutsche, die durch ihre Forschungsarbeit oder durch ihr praktisches Handeln zur Erinnerung oder zum Erhalt jüdischen Erbes in Deutschland beitragen.
Die Kandidaten für den Preis werden weltweit nominiert, wobei Vorschläge insbesondere von Juden eingereicht werden, die auf diese Weise ihre Anerkennung und ihren Dank für die geleistete Arbeit zum Ausdruck bringen möchten. Ein Ziel des Awards ist es, das historische deutsch-jüdische Zusammenleben in Erinnerung zu rufen und Impulse für eine zukünftige Verständigung zu geben.
Zu den Preisträgern zählen neben bekannten Persönlichkeiten auch zahlreiche Privatpersonen und -Initiativen.

## Preisträgerinnen und Preisträger
- 2000: Gisela Blume, Joachim Hahn, Ottmar Kagerer, Gernot Römer, Moritz Schmid
- 2002: Günter Boll, Olaf Ditzel, Monica Kingreen, Josef Motschmann, Heinrich Schreiner
- 2003: Hans-Eberhard Berkemann, Irene Corbach, Heinrich Dittmar, Gerhard Jochem und Susanne Rieger, Carla und Erika Pick
- 2004: Lothar Bembenek und Dorothee Lottmann-Kaeseler, Klaus-Dieter Ehmke, Cordula Kappner, Jürgen Sielemann, Christiane Walesch-Schneller
- 2005: Gunter Demnig, Wolfram P. Kastner, Robert Krais, Heinrich Nuhn, Ilse Vogel
- 2006: Johann Fleischmann, Günter Heidt, Rolf Hofmann, Kurt-Willi Julius und Karl-Heinz Stadtler, Robert Kreibig
- 2007: Johannes Bruno, Inge Franken, Lars Menk, Ernst Schäll, Wilfried Weinke
- 2008: Gerhard Buck, Charlotte Mayenberger, Johanna Rau, Fritz Reuter, Helmut Urbschat. Manfred Kluge
- 2009: Hans-Dieter Arntz, Klaus Dietermann, Michael Dorhs, Bernhard Gelderblom, Ernst W. Klein und Brigitte Klein
- 2010: Angelika Brosig, Helmut Gabeli, Barbara Greve, Heidemarie Kugler-Weiemann, Walter Ott
- 2011: Michael Heitz, Peter Koerner, Brigitta Stammer, Barbara Staudacher und Heinz Högerle, Sibylle Tiedemann
- 2012: Wolfgang Battermann, Rolf Emmerich, Fritz Kilthau, Christa Niclasen, Werner Schubert
- 2013: Hans-Jürgen Beck, Klaus Beer, Lothar Czossek, Rolf Kilian Kiessling, Hanno Müller
- 2014: Johannes Grötecke, Frowald Gil Hüttenmeister, Hans-Peter Klein, Silvester Lechner, Steffen Pross
- 2015: Pascale Eberhard, Marlis Glaser, Detlev Herbst, Jörg Kaps, Christian Repkewitz
  - Auszeichnung für herausragende Leistungen: Renata Stih & Frieder Schnock, Wolfgang Haney
- 2016: Walter Demandt & Almut Holler, Peter Franz, Elmar Ittenbach, Elisabeth Quirbach und Hans Schulz, Werner Schäfer
  - Auszeichnung für herausragende Leistungen: Nils Busch-Petersen, Reinhard Führer
- 2017: Thilo Figaj, GröschlerHaus, Ina Lorenz und Jörg Berkemann, Projekt Jüdisches Leben in Frankfurt, Rolf Schmitt
  - Auszeichnung für herausragende Leistungen: Leipziger Synagogalchor
- 2018: Margot Friedländer (Distinguished Service Award), Berliner Schüler, Karl und Hanna Britz, Volker Mall und Harald Roth, Horst Moog;[1] Simon Strauß (als Mitglied der „Rolf-Joseph-Gruppe“)[2]
- 2019: Elisabeth Böhrer, Martina und Hans-Dieter Graf, Gabriele Hannah, Michael Imhof, Egon Krüger, Hilde Schramm (Stiftung Zurückgeben[3])
  - Benigna Schönhagen (Distinguished Service-Award)
- 2020: Fanprojekt der Sportjugend Berlin und Hertha BSC (Berlin), Netzwerk für Demokratische Kultur (NDK) (Sachsen), Ivana Scharf (Hamburg) für Geschichtomat des Instituts für die Geschichte der deutschen Juden, Karl-Heinz Nieren (Nordrhein-Westfalen), Roland Müller (Sachsen), Norbert Giovannini (Baden-Württemberg), Sabeth Schmidthals (Berlin), Michael Batz (Hamburg)[4]
- 2021: Erich-Zeigner-Haus e. V. Leipzig,[5] Akubiz Pirna, Elisabeth Kahn, Volker Keller, Friederike Fechner, Marion Lilienthal[6], Ruth Weiss („Certificate of Recognition“)
- 2022: Erinnerungsort Badehaus, Josef Wißkirchen, Shlomit Tripp und ihr Puppentheater Bubales, Förderkreis Synagoge Laufersweiler und Christof Pies, Verein Treibhaus, Geschichtswerkstatt zeitlupe[7]
- 2023: Jörg Friedrich, Stefan Schirmer und der FC Ente Bagdad, Marlies Walter und Rudolf Walter,[8] Roswitha Weber, Marion Welsch, Zweitzeugen e. V.
- 2024: Dirk Erkelenz (Nordrhein-Westfalen), Exil e. V. (Brandenburg), Christoph Mauny (Thüringen), Marie Rolshoven (Berlin), Anneke de Rudder (Niedersachsen), Margit Sachse (Hessen)
  - Katharina Oguntoye (Berlin, Sonderpreis)
- 2025: Steffen Hänschen (Berlin), Harald Höflein (Hessen), Anja Listmann (Hessen), Petra Michalski (Berlin), Augen auf e. V. Oberlausitz (Sachsen), Schalker Fan-Initiative e. V. (Nordrhein-Westfalen)